# TSV Schwabhausen
Der TSV Schwabhausen 1929 e. V. – Turn- und Sportverein Schwabhausen – ist ein Sportverein aus Schwabhausen (Oberbayern). Er hat nach eigenen Angaben über 1400 Mitglieder (Stand 2024).
Die Tischtennis-Damenmannschaft spielt in der Saison 2019/20 in der Damen-Bundesliga. Neben Tischtennis gibt es im Verein noch die Sparten Fitness, Fußball, Golf, Gymnastik, Handball, Leichtathletik, Skisport, Stockschützen, Aerobic, Taekwondo, Tennis, Turnen und Volleyball. 

## Vereinsgeschichte
Der Verein wurde 1929 mit den Sparten Fußball und Turnen gegründet. Wegen des Zweiten Weltkrieges ruhte das Vereinsleben von 1939 bis 1945. Nach dem Krieg kamen nach und nach weitere Abteilungen hinzu: Turnen (1973), Skisport (1973), Tischtennis (1975), Leichtathletik (1977), Tennis (1977), Handball (1981), Stockschützen (1983), Volleyball und Taekwondo.

## Tischtennis
In der Tischtennisabteilung sind in der Saison 2010/11 sechs Damen-, sechs Herren- und fünf Nachwuchsmannschaften aktiv. 
Die Abteilung wurde 1975 gegründet und beteiligte sich in der Saison 1975/76 erstmals am Punktspielbetrieb. Zunächst spielte man in einer Schule, später in einer Gaststätte und seit 1991 in einer Schwabhausener Mehrzweckhalle, der heutigen Heinrich-Loder-Halle. Seit dieser Zeit verpflichtete man Trainer, zuerst Herbert Baumgärtner (München), dann von 1993 bis 2003 Milan Rysavy (Prag) und seitdem Alexander Yahmed (ab 2003).
1999 stieg die Damenmannschaft in die 2. Bundesliga Süd auf und landete mit Platz fünf im Mittelfeld. 2010 gelang den Spielerinnen Ting Yang, Sabine Winter, Na Yin, Olga Nemes und Agnes Kokai der Aufstieg in die 1. Bundesliga. Am Ende der Saison 2011/2012 wurde die Mannschaft in die 2. Bundesliga zurückgezogen, Sabine Winter verließ daraufhin den Verein Richtung SV DJK Kolbermoor. 2014 kehrte das Team in die 1. Bundesliga zurück, 2016 stieg es freiwillig in die 2. Bundesliga ab. 2019 kehrte Sabine Winter aus Kolbermoor zurück und die Damenmannschaft entschloss sich zum nochmaligen Aufstieg in die 1. Liga. 
Die 1. Herrenmannschaft tritt in der Regionalliga Süd an (2019).
Wegen ihrer vorbildlichen Nachwuchsarbeit wurde die Tischtennisabteilung des Vereins 2006 mit dem Grünen Band ausgezeichnet.
2023 trat die Tischtennisabteilung zum Nachbarverein TSV Dachau 1865 über.